# Saint-Vincent-Jalmoutiers
Saint-Vincent-Jalmoutiers település Franciaországban, Dordogne megyében. Lakosainak száma 220 fő (2022. január 1.). Saint-Vincent-Jalmoutiers Saint Privat en Périgord, La Jemaye-Ponteyraud, Échourgnac, Servanches, Saint-Aulaye-Puymangou, La Jemaye, Saint-Privat-des-Prés, Ponteyraud és Festalemps községekkel határos.

## Népesség
A település népessége az elmúlt években az alábbi módon változott:
| Lakosok száma | 243  | 236  | 239  | 254  | 240  | 238  | 250  | 253  | 256  | 220  |
|               | 1968 | 1982 | 1990 | 2006 | 2013 | 2015 | 2017 | 2019 | 2020 | 2022 |